# Ефект ворожих ЗМІ
Ефект ворожих ЗМІ (первісно феномен ворожих ЗМІ, деколи сприйняття ворожих ЗМІ) — це теорія сприйняття масових комунікацій, яка стосується того факту, що люди з сильними упередженнями стосовно якогось питання («сліпі прихильники» або «фанатики») сприймають медійне висвітлення як упереджене проти їх позиції/думок, незалежно від реальності. Прихильники ефекту ворожих ЗМІ доводять, що цей факт (такого ефекту) не може стосуватися лише реальної наявності такого упередження в випусках новин, оскільки «сліпі прихильники» з протилежних сторін спірного питання сприймають одне й те саме повідомлення по різному. Ефект ворожих ЗМІ ілюструє наявність активної медіа-аудиторії, шляхом демонстрації, що аудиторія не сприймає медіа-контент пасивно, а натомість вибірково інтерпретує його у світлі власних цінностей і схильностей. І незважаючи на найкращі зусилля журналістів повідомляти про новини неупереджено та об'єктивно, «сліпі прихильники» вмотивовані бачити нейтральний контент як такий, що містить ворожі упередження. Цей феномен був вперше виділений та експериментально досліджений Робертом Валлоне, Лі Россом та Марком Леппером.

## Дослідження
Перше велике дослідження цього феномену було здійснено у 1982 році; тоді студентам Стенфордського університету, налаштованим про-палестинські та про-ізраїльські, були показані стрічки новин щодо масових вбивств палестинських біженців (різня в Сабрі та Шатілі) ліванськими християнськими воєнізованими формуваннями, яких підтримувала ізраїльська армія, в Бейруті під час громадянської війни в Лівані. Обидві сторони побачили упередженість проти своєї позиції та висвітлення позиції опонентів щодо цілого ряду об'єктивних повідомлень. Про-ізраїльські студенти бачили в новинах більше антиізраїльських посилань та менше випадків висвітлення Ізраїлю в гарному світлі, а про-палестинські — більше анти-палестинських посилань і т. д. Але обидві сторони висловили таку позицію: якби ці новини побачив нейтральний глядач, то в нього б склалось би більш негативне враження про мою сторону, ніж про сторону опонента, бо ЗМІ в репортажі виправдовували опонентів і покладали провину на мою сторону.
Подальші дослідження показали наявність ефекту ворожих ЗМІ і щодо інших політичних конфліктів, наприклад війна у Боснії і Герцеговині, президентські вибори в США, а також в щодо інших подій, наприклад медіа-висвітлення страйку 1997 року профспілки водіїв вантажівок UPS, генетично модифікована їжа, та спортивні події.
Це ефект цікавий психологам, оскільки є зворотнім до зазвичай підсилювальної дії підтверджувального упередження: тут люди чомусь звертають більше уваги на інформацію, яка суперечить, а не підтверджує їхні наявні погляди.
Відоме дослідження, проведене раніше за Валлоне і Ко, було здійснено Альбертом Гасторфом та Хедлі Кантрілом в 1954 році. Тоді студентам Принстону та Дартмуту показали відео-репортаж неоднозначної футбольної гри між командами цих двох вишів. Студентів попросили порахувати кількість порушень кожної команди. І студенти кожного з вишів «побачили» набагато більше порушень з боку команди суперника, а також робили різні висновки щодо гри в цілому. Гасторф та Кантріл зробили висновок, що «не існує такої 'речі' як 'гра', що відбувається 'там', яку люди тільки 'спостерігають.' … Бо ця 'річ' просто не однакова для різних людей, будь-то футбольний матч, кандидат в президенти, комунізм чи шпинат.»

## Пояснення

### Когнітивні
Для пояснення ефекту ворожих ЗМІ було запропоновано три когнітивні механізми:
- селективне пригадування стосується пам'яті та пригадування: у випадках ефекту ворожих ЗМІ, «сліпі прихильники» мали б схильність пригадувати більше тих частин повідомлення, які не підтримують їх переконання, ніж тих, з якими вони згодні, — як варіації ефекту негативності. Валлоне та його колеги спостерігали селективне пригадування, яке було відмінним саме для «сліпих прихильників», навіть у такому простому та об'єктивному тесті на пригадування як кількість посилань на певну тему.[1] Однак, є і багато інших досліджень, в яких ефект ворожих ЗМІ фіксується навіть, коли селективне пригадування позитивне, а не негативне.[6][8][11]
- селективне сприйняття стосується процесу, коли людина сприймає в медіа-повідомленнях те, що хоче, та ігнорує в них інші точки зору. При ефекті ворожих ЗМІ «сліпі прихильники» мають підвищену тенденцію інтерпретувати аспекти повідомлень як неприхильні — або ворожі — на відміну від сприйняття не-"сліпими прихильниками". Іншими словами, селективне сприйняття — це форма упередження, бо ми інтерпретуємо інформацію у спосіб, який узгоджується з нашими наявними переконаннями та цінностями.[1][6][11]
- різні стандарти або мотивоване міркування стосується обґрунтованості аргументів. Це підтверджувальне упередження у його найвищому прояві. Мотивоване міркування спричиняє те, що людина підсилює свої переконання, ігноруючи дані, які їм суперечать. Крім того, воно примушує людей створювати складні раціоналізації для виправдання тих переконань, що вже доведені як хибні логікою та доказами. Мотивоване міркування «захищається» від доказів, які суперечать переконанням, активно дискредитуючи їх або джерело таких доказів без якоїсь логічної або доказової бази. Соціальні науковці вважають, що мотивоване міркування спричинене бажанням мозку уникнути когнітивного дисонансу. Вони вважають, що причиною схильності «сліпих прихильників» бачити неупереджені повідомлення як ворожі є сила прийнятного їм обґрунтування, яке вони створили у своєму мозку з плином часу. Пояснення «різних стандартів» бачить підтверджувальне упередження таким, що додає до ефекту ворожих ЗМІ, а не суперечить йому. Як зазначали Валлоне та Ко у вихідному дослідженні:

«„сліпі прихильники“, які постійно обробляють факти та аргументи в світлі своїх власних переконань та упереджень, […] вочевидь, приречені вірити, що абсолютна більшість надійних та сталих доказів підтримує їх точку зору. Відповідно, коли якийсь доказ чи аргумент, що висвітлюється медіа, видається їм не-репрезентативним по відношенню до цією великої „популяції“ інформації, ці люди побачать упередженість в презентації та, з високою ймовірністю проявлять ворожість та упередженість до тих, хто цю інформацію подав та підготував.»
Слід зазначити, що вищенаведені критерії стосуються більш вузьких речей, ніж суб'єктивна генералізація стосовно висвітлення в ЗМІ в цілому (яка може висловлюватись таким чином: «Я думаю, що новини були в цілому упереджені з цього питання»). Дослідження вказують на те, що ефект ворожих ЗМІ — це не різниця у ставленні, а різниця у сприйнятті (селективне сприйняття).

### Вихідні фактори
На ефект ворожих ЗМІ можуть вплинути і характеристики джерела повідомлення: джерело, яке видається «сліпому прихильнику» доброзичливим (як правило тому, що поділяє ідеологію чи має географічну близькість до його групи) має меншу ймовірність спровокувати цей ефект, ніж джерело, географічно віддалене або яке не подобається «сліпому прихильнику». Альберт Гутер та його колеги у багатьох дослідженнях припускали, що саме здатність ЗМІ досягати великої аудиторії, запускає ефект ворожих ЗМІ. Вони неодноразово спостерігали, що «сліпі прихильники» сприймали як ворожу статтю, яка здавалася їм газетною, але абсолютно те саме повідомлення, але оформлене як студентський реферат, сприймалось як неупереджене або навіть таким, що підтримує їх справу.

### «Сліпа прихильність»
На всі ці пояснювальні механізми впливає «сліпа прихильність», бо вже з перших досліджень, ефект ворожих ЗМІ передбачав наявність аудиторії «сліпих прихильників», в яких сильніші переконання корелювали з сильнішими проявами ефекту. Зростання прихильності до певної сторони питання призводить до підвищення рівня упередженої обробки інформації, або з метою захисту власних цінностей, або з сильного почуття приналежності до групи.

## Відносний ефект ворожих ЗМІ
Перші дослідження ефекту ворожих ЗМІ вимірювали сприйняття повідомлень, спеціально створених як неупереджені. По мірі поширення ідеологічно різних ЗМІ, у пізніших дослідженнях почали використовуватись і не зовсім об'єктивні повідомлення. В результаті було виявлено, що хоча «сліпі прихильники» з обох боків і визнавали наявність упередженості в повідомленні, група, чиїм ідеям повідомлення суперечило, відмічала значно більший рівень упередженості, ніж та група, чию ідею повідомлення підтримувало. Таке відхилення в оцінці отримало назву відносного ефекту ворожих ЗМІ.
Цей ефект (науково) спостерігався у медіа-висвітленні використання приматів для лабораторних тестів,, а також у сприйнятті «сліпими прихильниками» таких американських шоу, як Фактор О'Рейлі та Щоденне шоу з Джоном Стюартом.

### Психологія
- Когнітивне упередження
- Підтверджувальне упередження
- Сліпа пляма упереджень
- Перелік когнітивних упереджень
- Упередження корисливості
- Селективне сприйняття
- Ментальність облоги

### Медіа
- Ефекти масової комунікації
- Медіа упередження
- Теорія селективного сприйняття